# Stádový efekt

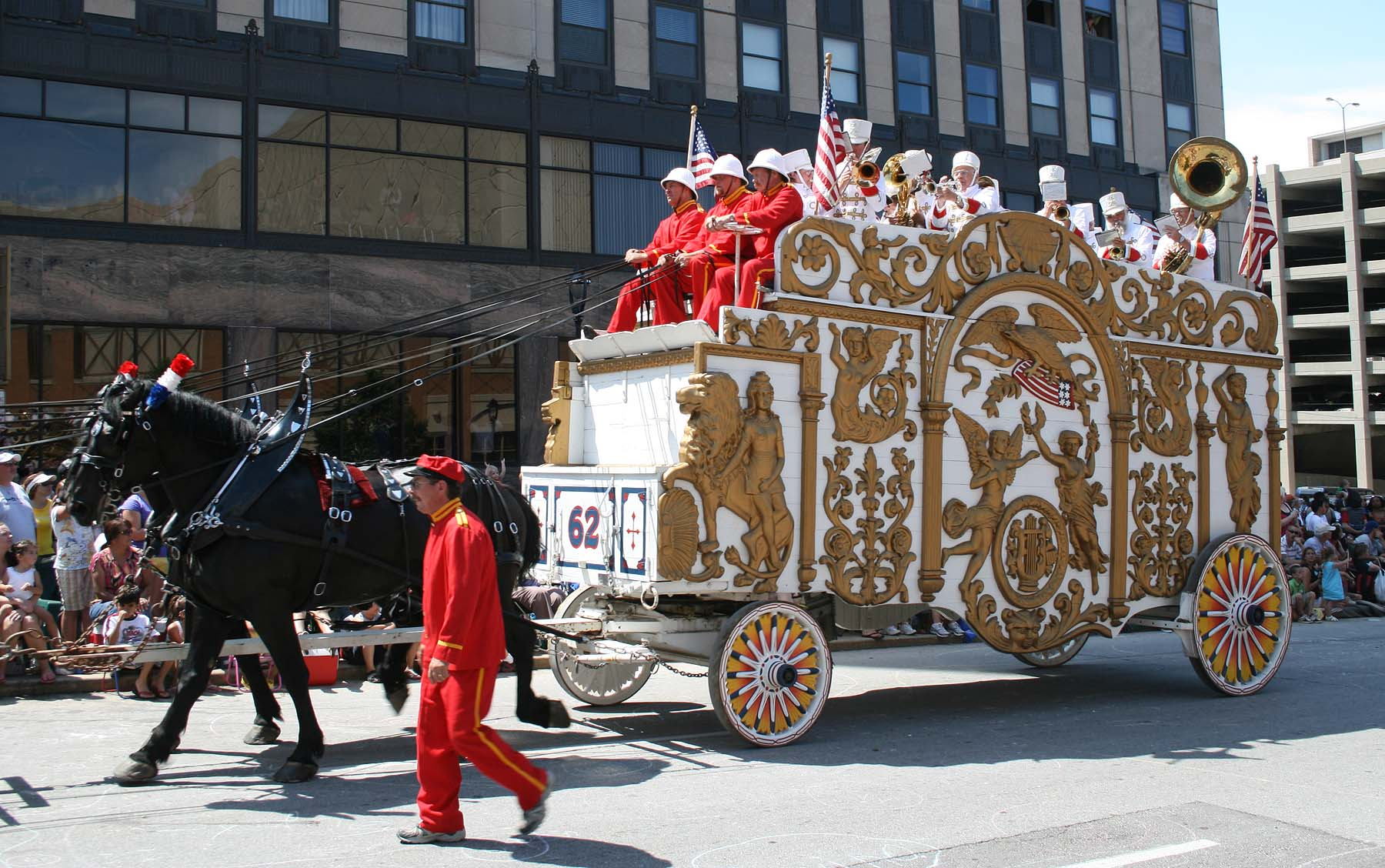
„Bandwagon“ podle kterého je anglický název fenoménu odvozen.

Stádový efekt (anglicky Bandwagon effect) je psychologický fenomén, přesněji kognitivní zkreslení, při kterém si lidé přivlastňují názory, či další věci jen z důvodů toho, že je dělají/následují ostatní. Jedná se o jeden z typických příkladů kognitivního zkreslení, hned vedle konfirmačního zkreslení (anglicky confirmation bias). Věří-li v určitou myšlenku víc a víc lidí, tak nabývá na důvěryhodnosti, bez ohledu na to, je-li fakticky správná.
Tendence následovat činy nebo přesvědčení druhých nastává jednak, protože jednotlivci přímo preferují, aby jejich pohledy na svět byly ve shodě s ostatními, či protože druhé bereme nekriticky jako zdroj informací. Obě vysvětlení byla použita pro důkaz konformity v psychologických experimentech. Sociální tlak byl použit například k vysvětlení Aschova experimentu a Sherifova autokinetického efektu. 
Tento fenomén lze pozorovat v politice, ekonomii, medicíně či třeba v módě. V sociální psychologii je tendence lidí sladit svá přesvědčení a chování se skupinou známá jako mentalita stáda nebo syndrom skupinového myšlení.
Jako opak k stádovému efektu je možné brát snobův efekt, aneb kognitivní zkreslení, při kterém se lidé vyhýbají určité činnosti, neboť si myslí, že ji dělají všichni ostatní.

## Faktory
Stádový efekt je navozen u lidí primárně z důvodu přímého (verbální komunikace či pozorování konkrétního chování) a nepřímého (např. normy a tradice) vlivu okolní společnosti. Čím více je jev rozšířený v rámci okolí (například názor), tím pravděpodobnější je, že ho jedinec převezme, aby se začlenil do společnosti.
Individuální důvody pro stádový efekt:
- Normativní sociální vliv - tendence lidí se přizpůsobit ostatním, tím zapadnout do zbytku společnosti a získat její náklonnost.[7]

- Informační sociální vliv - tendence lidí se přizpůsobit na základě touhy mít pravdu. Lidé se domnívají, že když s nimi souhlasí více lidí, je jejich myšlenka správná.[7]

- Mentální zkratka - v rámci efektivity podvědomě děláme některé věci bez přímého zamyšlení nad naší akcí. Tyto podvědomé činy se odvíjí i od chování zbytku společnosti. Podvědomé chování je často formováno kulturními normami, společenskými očekáváními a zkušenostmi, které získáváme od ostatních. Například pozorujeme, jak se lidé v našem okolí chovají v určitých situacích, a tyto vzorce si pak nevědomě osvojujeme.[8]

- Touha být na vítězné straně - lidé instinktivně chtějí vyhrávat a člověk má podvědomě zabudované, že většina spíše vyhrává.[8]

Stádový efekt může být navozen i přes to, že většina nesouhlasí s tím, co člověk pod tímto efektem přejímá. Stačí, pokud člověk žije v iluzi, že většina lidí s tímto souhlasí.

## Příklady stádového efektu

### V politice
Stádový efekt se může projevit během voleb. Volič může změnit svoji volební preferenci na kandidáta, který rychle nabírá na popularitě.  Fenomén byl zároveň vypozorován u voličů hlasujících pro kandidáty, kteří měli dle těchto voličů největší šanci na výhru. To dokonce i v situaci, kdy tito voliči předtím preferovali jiného kandidáta.

### V ekonomii
V ekonomii najdeme mnoho situací, kdy může stádový efekt ovlivnit ekonomiku. Například vznikem ekonomických bublin, při kterých se značně zvyšuje hodnota cenných papírů vlivem velké poptávky ze strany investorů.
Dále se projevuje při tzv. černých dírách likvidity, kdy subjekty na trhu přestanou vlivem nepředvídatelné události obchodovat do doby vyjasnění této situace. Tento fenomén nastává, když se investoři hromadně rozhodnou zastavit obchodování kvůli obavám z nejistoty, což způsobuje dramatický pokles likvidity na trhu. V důsledku toho dochází k výraznému snížení objemu obchodů. Tento efekt je umocněn, když se k prvním odcházejícím investorům přidávají další, jelikož nechtějí být posledním, kdo zůstane v rizikové situaci.
V mikroekonomii tento efekt nastane v situaci, kdy se poptávka po produktu zvyšuje společně s prodaným množstvím stejného produktu. Spotřebitelé jsou vysokou popularitou produktu vedeni k myšlence, že jde o výhodný produkt. V obchodech pak spotřebitelé kupují toto zboží na základě toho, že je ho oproti jinému méně. Stejně tak mají lidé tendenci se při výběru restaurací rozhodnout pro tu, do které chodí více lidí. 

### V medicíně
Jako stádový efekt v medicíně lze označit situaci, kdy se mezi širokou veřejnost rozšíří zdravotní praktiky, které ale nemají prokazatelně pozitivní efekt na zdraví člověka. Tyto procedury můžou být eventuálně přebrány odborníky z medicíny, díky čemuž můžou být pacientům způsobeny trvalé následky. Ve zdravotnickém výzkumu zase může být oddáleno objevení funkčních metod léčby.

### V módě
Dalším jevem stádového efektu jsou módní trendy. Lidé mají tendenci se oblékat podle toho, co společnost zrovna považuje za módní.